# Riki Chōshū
Mitsuo Yoshida (Seúl, 3 de diciembre de 1951), más conocido por su nombre artístico Riki Chōshū, es un luchador profesional coreano-japonés retirado, famoso por su larga carrera en New Japan Pro-Wrestling (NJPW) como un luchador y directivo.

## Carrera en la lucha amateur

### Juegos Olímpicos de 1972
Kwak Gwang-ung representó a Corea del Sur en 1972 en los Juegos Olímpicos de Múnich, como  luchador. No logró clasificarse en el torneo.

## Carrera en la lucha libre profesional

### Inicios (1974-1987)
Debutó en la New Japan Pro-Wrestling en agosto de 1974. A mediados de 1970, Chōshū fue enviado a Norteamérica para ganar experiencia. Lucha bajo su nombre real, apareció en la promoción George Cannon's "Superstars of Wrestling" como heel, gestionado por la Superstar (o Supermouth) Dave Drasen. Chōshū tuvo una breve pelea con el favorito de los fanes de la promoción Cannon, Luis Martínez.
Chōshū fue el primer "heel traidor" en una promoción japonesa. En 1983, disgustado por no haber sido seleccionado para el torneo inaugural del Campeonato Peso Pesado de la IWGP, se juntó a Tatsumi Fujinami durante un combate y formó su propio grupo, Ishingun (Ejército Revolucionario), que fue el núcleo de la atención más adelante en la promoción Japan Pro-Wrestling que "invadieron" la All Japan Pro Wrestling.

## Campeonatos y logros
- All Japan Pro Wrestling

- NWA International Tag Team Championship (1 vez) – con Yoshiaki Yatsu
- PWF World Heavyweight Championship (1 vez)

- Fighting World of Japan Pro Wrestling

- WMG Tag Team Championship (1 vez) – con Genichiro Tenryu

- New Japan Pro-Wrestling

- Greatest 18 Championship (1 vez)
- IWGP Heavyweight Championship (3 veces)
- IWGP Tag Team Championship (3 veces) – con Masa Saito (1), Takashi Iizuka (1), y Kensuke Sasaki (1)
- NWA North American Tag Team Championship (Los Angeles/Japan version) (1 time) – with Seiji Sakaguchi
- WWF International Heavyweight Championship (1 time)
- G1 Climax: 1996
- Super Grade Tag League: 1992 – con Shinya Hashimoto
- World Cup Tournament: 1989

- Pro Wrestling Illustrated

- Situado en el #30 de los "PWI 500" en 2003

- Universal Wrestling Association

- UWA World Heavyweight Championship (1 vez)
- UWA World Tag Team Championship (1 vez) – con Gran Hamada

- Wrestling Observer Newsletter awards

- Best Booker: 1992
- Promoter of the Year: 1995, 1996, 1997
- Wrestler of the Year: 1987
- Wrestling Observer Newsletter Hall of Fame: Class of 1996